# Езехієль Саад
Езехіє́ль Саа́д (ісп. Ezechiel Saad; 29 серпня 1943 року, Буенос-Айрес) — французький та аргентинський письменник, живописець і графічний дизайнер, викладач. Спеціалізується на інтерпретації «Книги змін», опублікував чотири книги з 1989 року.

## Біографія
Езехієль Саад народився в Буенос-Айресі в сім'ї іммігрантів сирійського та українського походження. Він мандрував, гастролював по Америці, Європі та Далекому Сході. Під час подорожі Латинською Америкою він познайомився з інтелектуалами, які заохочували культурне життя того часу. Саад входив до венесуельської літературно-мистецької групи «Дах кита».
Езехієль Саад входить до художнього руху Nueva Presencia, яким керує Арнольд Бєлкін. Він заохочує культурне життя університету радіопрограмою в Мексиканському університеті.
Після повернення в Аргентину для проходження військової службу відплив до Європи, де відкрив для себе І Цзин у 1964 році, і почав експериментувати та вивчати його в контексті монотеїстичних релігій. У 1969 р. Езехієль почав займатися дзадзен як учень японського майстра Тайсена Дешимару, який привіз Дзен до Європи.

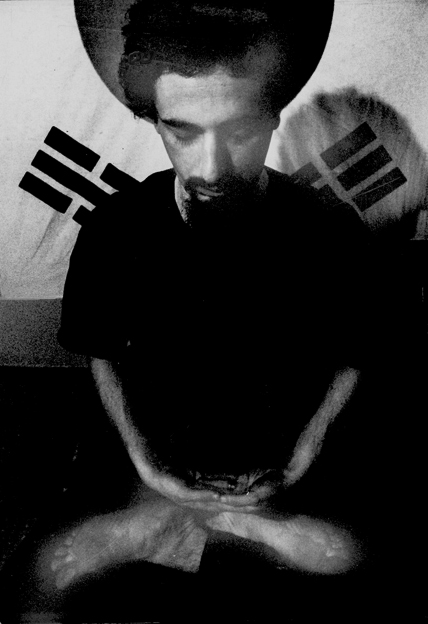
Езехієль Саад практикував Дзадзен в Токіо, 1970 рік.

У 1979 році після висвячення в Парижі на дзен-монаха він провадив духовне життя, продовжував мистецький розвиток та подорожі до Японії та Китаю, де зустрівся та практикував дзен з іншими майстрами. Як результат, він був запрошений до Фундації Еранос в 1991 році перекладачем І Цзин Рудольфом Ріцема.
З 1978 р. розпочав працювати викладачем у Сорбонні та Центрі Помпіду в Парижі, в Бельгійському інституті китайських досліджень, Брюссель, центрах гештальт-психології (Норберто Леві), та східних філософських центрах в Європі та Південній Америці. У 1996 році він створив Міжнародну школу І Цзин у Парижі, віце-головою якої є Пітер Адам Коппенс.
З 1967 по 1974 рік він вивчав Дзен як член Міжнародної асоціації дзен. Як художник-цифровик, він був провісником симбіотичного мистецтва.
Тим часом він проводить дослідження з філософії, духовності та мистецтва. Починаючи з 1984 року, він практикує та досліджує І-цзин. Він має справу з міфами та історією Далекого Сходу, уявленнями про випадковість та детермінізм, здоров'я та благополуччя, підвищення обізнаності та прагнення до щастя. Він впроваджує у своє дослідження споглядальний досвід дзенського та тибетського буддизму разом із західною наукою та філософією, дотримуючись підходу доктора Джозефа Нідема, з яким зустрічався двічі у Кембриджі, 1986-87. Езехієль Саад оселився в Барселоні в 2003 році. Він продовжує роботу консультанта, письменника та художника, читає лекції та викладає в Casa Asia, і Асоціації письменників Каталонії.

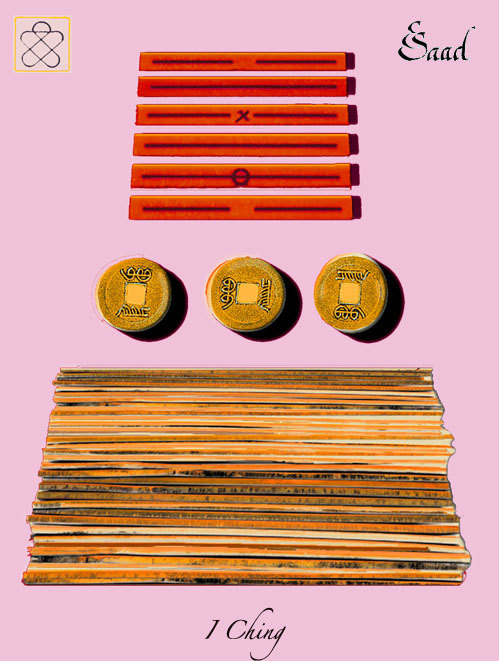
Техніка для читання в I Ching

## Твори
- Yi King, mythe et histoire, передмова Вінсента Барде, дизайн обкладинки Zao wou-ki, Французька мова, Софора, Париж 1989 року. ISBN 2-907927-00-0
- I Ching, Mito e Historia, Іспанська, Хептада, Мадрид, 1992. ISBN 9788478920310
- I Ching, mito e historia, Португальська, Pensamiento, Brasil, 1989. ISBN 85-3150-316-7
- Хасард та інтуїція, французька мова, передмова майстра дзену Жак Броссе. Ред. Дерві, Паріс, 1991 рік. ISBN 2-85076-438-8
- Adivinar el Inconsciente / Deviner l'Inconscient, двомовна іспанська ~ французька, редакція Пунто, Барселона, 2010 р.[11]
- La escritura china, y la epopeya de lo pragmático, Escuela de I Ching Internacional, Барселона 2011.
- Nirvāna, suma de arte y meditación, з 58 малюнками та «какемоносом». Видавництва AYN, Барселона 2018. ISBN 9788409035267 .